# Tadinlay Indian Reserve 15
Tadinlay Indian Reserve 15 är ett reservat i Kanada.   Det ligger i provinsen British Columbia, i den centrala delen av landet, 3 700 km väster om huvudstaden Ottawa. Tadinlay Indian Reserve 15 ligger vid sjön Babine Lake.
I omgivningarna runt Tadinlay Indian Reserve 15 växer i huvudsak barrskog. Trakten runt Tadinlay Indian Reserve 15 är nära nog obefolkad, med mindre än två invånare per kvadratkilometer.